# Antonio Gentile Pallavicino
Pour les articles homonymes, voir Antonio Gentile.
Antonio Gentile Pallavicino (né en 1441 à Gênes, Italie, alors dans la république de Gênes, et mort à Rome, le 10 septembre 1507) est un cardinal italien de l'Église catholique. Il est l'oncle du cardinal Giovanni Battista Pallavicino (1517).

## Biographie
Pallavicino entre en service du cardinal Giovanni Battista Cibo, le futur pape Innocent VIII, qui le nomme secrétaire des lettres apostoliques du pape Sixte IV. En 1484 il est élu évêque de Vintimille et en 1486 il est nommé évêque d'Orense. Il est dataire du pape Innocent VIII de 1484 à 1489.
Il est créé cardinal par le pape Innocent VIII au consistoire du 9 mars 1489. Le cardinal Pallavicino est nommé abbé commendataire de l'abbaye Saint-Melaine à Rennes en 1490, de l'abbaye Lézat à Bérat et de l'abbaye de l'Isle de Sainte-Colombe. En 1491, il est nommé administrateur de Tournai, en 1492 évêque de Lamego et administrateur de Pampelune et en 1494 administrateur de Lectoure. En mai 1495 il est nommé légat a latere à Naples et près du roi Charles VIII et puis du roi Louis XII de France.
Le cardinal Pallavicino participe au conclave de 1492 (élection d'Alexandre VI) et aux deux conclaves de 1503 (élection de Pie III et de Jules II).